# Albert Fraenkel
Albert Fraenkel (Mußbach, 3 de junho de 1864 — Heidelberg, 22 de dezembro de 1938) foi um médico alemão.

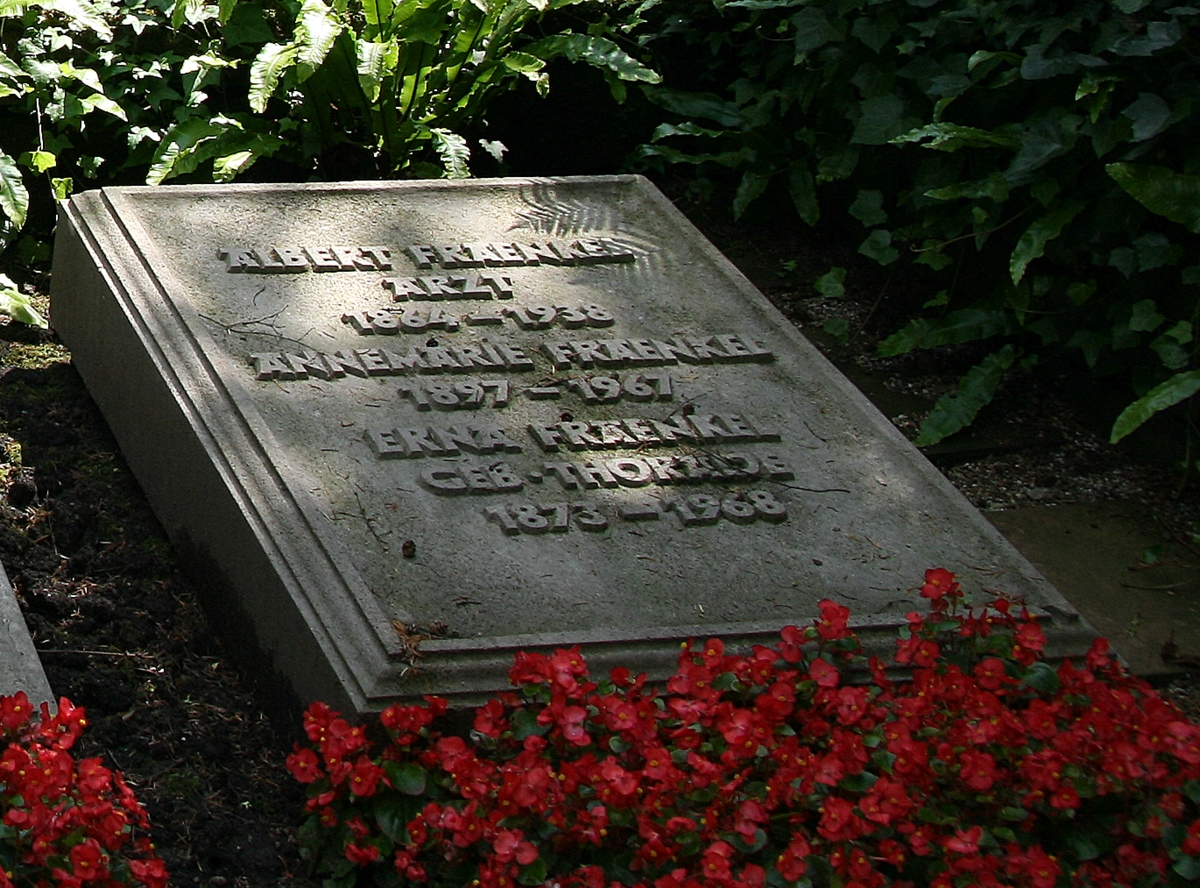
Sepultura da família de Albert Fraenkel no Bergfriedhof, Heidelberg